# جیمی پراکتر
جیمی پراکتر (انگلیسی: Jamie Proctor؛ زادهٔ ۲۵ مارس ۱۹۹۲ بازیکن فوتبال اهل بریتانیا است.
از باشگاه‌هایی که او در آن بازی کرده‌، می‌توان به باشگاه فوتبال سوانزی سیتی، باشگاه فوتبال پرستون نورث اند، باشگاه فوتبال برادفورد سیتی، باشگاه فوتبال اسکانتورپ یونایتد، باشگاه فوتبال کراولی تاون، باشگاه فوتبال شروزبری تاون، باشگاه فوتبال استوک‌پورت کانتی و باشگاه فوتبال فلیتوود اشاره کرد.